# Claire Vilshed
Claire Vilshed (tidigare Hedenskog), född 10 mars 1980, är en svensk simmare som deltog i Olympiska sommarspelen 2008 i Peking, Kina. Hedenskog bor i Johanneberg och tävlar för Göteborg Sim. Hon kommer från Göteborg.